# 194 f.Kr.

## Händelser

### Efter plats

#### Grekland
- Efter att ha stäckt den spartanske tyrannen Nabis ambitioner drar sig de romerska styrkorna under prokonsuln Titus Quinctius Flamininus befäl slutligen tillbaka från Grekland.
- Då de romerska legionerna under Flaminius återvänder till Italien står de grekiska stadsstaterna nu åter ensamma. Romarna lämnar då de dominerande makterna i området; kungariket Makedonien, aitolierna, det stärkta achaiska förbundet och det försvagade Sparta. Aitolierna, som har motsatt sig den romerska inblandningen i den grekiska politiken, får den spartanske ledaren Nabis att återta sina forna territorier och sitt inflytande över grekisk politik.

#### Seleukiderriket
- När hans fredsavtal med egyptierna är underskrivet vänder Antiochos III sin uppmärksamhet mot väster. Hans rådgivare, förre karthagiske generalen Hannibal, råder honom att utmana Roms beskydd av de grekiska staterna.
- Filip V av Makedonien går, tillsammans med Rhodos, Pergamon och det achaiska förbundet, samman med Rom mot Antiochos III.

#### Romerska republiken
- Slaget vid Mutina utkämpas nära Modena mellan romare och galler. Romarna segrar i detta slag, som gör slut på det galliska hotet mot Italien.
- Det italienska städerna Liternum och Puteoli blir romerska kolonier.

#### Kina
- Chang'ans första stadsmurar börjar byggas.
- Kungariket Wiman Joseon i norra Korea (Choson) grundas av den kinesiske handynastigeneralen Wiman.

## Avlidna
- Eratosthenes, kallad Filologos ("vetenskapsälskaren"), grekisk matematiker och astronom (född 276 f.Kr.)
- Qi, den kinesiske kejsaren Han Gaozus favoritkonkubin